# تفاعل ميلارد
تفاعل ميلارد أو ميار هو شكل من أشكال التفاعل الغير إنزيمي، الناتجة عن التفاعل كيميائي بين الأحماض الأمينية والسكريات المختزلة، والتي تتطلب عادة وجود الحرارة ولتعطي لون ورائحة مميزة دليل على إنضاج.
يعود فضل اكتشاف هذا التفاعل وأهميته الحيوية في إعداد أو تقديم أنواع مختلفة من الطعام ، إلى الكيميائي لويس كاميل ميلارد ، الذي وصف التفاعل لأول مرة في عام 1912 أثناء محاولة لإعادة تخليق البروتين.